# طواف إيطاليا 1922
طواف إيطاليا 1922 هو سباق دراجات هوائية أقيم في إيطاليا بتاريخ 24 مايو – 11 يونيو، تكون السباق من 10 مراحل وامتدّ لمسافة 3095 كم بسرعة 25.86 كم/س، استغرق السباق 119 ساعة 43 دقيقة 00 ثانية. فاز به الإيطالي جيوفاني برونيرو.